# Ape ucigașe
Ape ucigașe (titlu original: Crawl) este un film american de groază din 2019 regizat de Alexandre Aja și scris de frații Michael și Shawn Rasmussen. Rolurile principale au fost interpretate de actorii Kaya Scodelario, Morfydd Clark și Barry Pepper.

## Distribuție
- Kaya Scodelario - Haley Keller
- Barry Pepper - Dave Keller
- Morfydd Clark - Beth Keller
- Ross Anderson - Wayne Taylor
- Jose Palma - Pete
- George Somner - Marv
- Anson Boon - Stan
- Ami Metcalf - Lee
- Colin McFarlane - the Governor
- Cso-Cso - Sugar, Dave's dog